# Love Is a Many Splendored Thing
Love Is a Many Splendored Thing – amerykańska opera mydlana, emitowana na kanale CBS od 18 września 1967 do 23 marca 1973 r.

## Krótki opis
Doczekała się 1430 odcinków. Twórczynią programu była Irna Phillips. Akcja serialu toczyła się w San Francisco, w Kalifornii. Był on spin-offem filmu Miłość jest wspaniała z 1955 r.

## Obsada
- Leslie Charleson – jako Iris Donnelly (1427 odcinków)
- Donna Mills – jako Laura Donnelly Elliott/Laura Donnelly (1426)
- Robert Burr – jako Tom Donnelly (1426)
- Judson Laire – jako dr Will Donnelly (4)
- Sam Wade – jako Mark Elliott (3)
- Shawn Campbell – jako Ricky Donnelly (2)
- Robert Milli – jako dr Jim Abbott (2 odcinki w latach 1967-1968)
- Andrea Marcovicci – jako dr Betsy Chernak Taylor (2)
- Leon Russom – jako Joe Taylor (2)
- Ron Hale – jako dr Jim Abbott (2 odcinki w roku 1973).